# Microchironomus cavus
Microchironomus cavus är en tvåvingeart som beskrevs av Yan 2006. Microchironomus cavus ingår i släktet Microchironomus och familjen fjädermyggor. Inga underarter finns listade i Catalogue of Life.